# Carlos Cillóniz
Carlos Cillóniz Oberti (Lima, 1º luglio 1910 – Lima, 13 ottobre 1987) è stato un calciatore peruviano.

## Carriera
In carriera, Cillóniz giocò per l'Universitario e per il Perù col quale prese parte al Mondiale 1930.